# Saugy
Saugy is een gemeente in het Franse departement Cher (regio Centre-Val de Loire) en telt 72 inwoners (2009). De plaats maakt deel uit van het arrondissement Bourges.

## Geografie
De oppervlakte van Saugy bedraagt 9,9 km², de bevolkingsdichtheid is dus 7,3 inwoners per km².
De onderstaande kaart toont de ligging van Saugy met de belangrijkste infrastructuur en aangrenzende gemeenten.

## Demografie
Onderstaande figuur toont het verloop van het inwonertal (bron: INSEE-tellingen).